# Frère-Bourgeois
Frère-Bourgeois S.A. ist eine belgische Holdinggesellschaft, welche über die niederländische Stiftung A.K. Frère-Bourgeois vom belgischen Finanzinvestor und Multimilliardär Albert Frère und seiner Familie kontrolliert wird und über äußerst verschachtelte Beteiligungen als deren Family-Office dient. Sitz der Frère-Bourgeois S.A. ist Loverval, ein Ortsteil von Gerpinnes in der Wallonische Region.

## Struktur

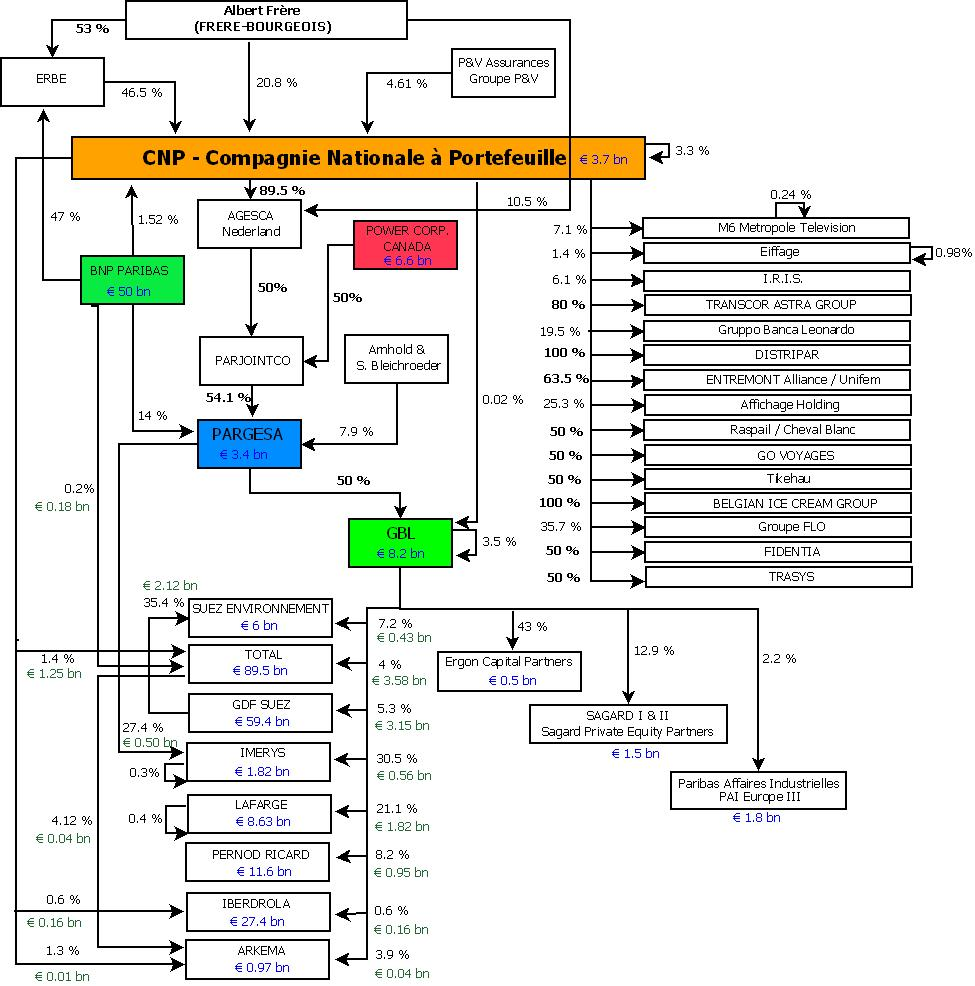
Übersicht der Beteiligungen von Albert Frère (Mai 2009)

Frère-Bourgeois hält 53 % an der Zwischenholding ERBE, die anderen 47 % werden von der Bank BNP Paribas, dem langjährigen Finanzpartner der Familie, gehalten. Die ERBE hält 45,6 % der Anteile an der börsennotierten Holding Nationale Portefeuillemaatschappij / Compagnie National à Portefeuille (NPM/CNP), 20,4 % der Anteile an NPM/CNP hält die Familie direkt.
Die NPM/CNP wiederum hält direkte Anteile an verschiedenen Unternehmen sowie eine 89,5 %-Beteiligung an der Holding Agesca Nederland. Agesca und die Power Corporation of Canada des Kanadiers Paul Desmarais halten je 50 % an der niederländischen Holding Parjointco, die mit 54,1 % einen Mehrheitsanteil an der Schweizer Pargesa Holding besitzt. Die Pargesa hält 50 % an der belgischen Industrieholding Groupe Bruxelles Lambert (GBL).